# Histoire de la police en Belgique
 (février 2025).
 (décembre 2023).
La mise en forme du texte ne suit pas les recommandations de Wikipédia : il faut le « wikifier ».
Les points d'amélioration suivants sont les cas les plus fréquents :
- Les titres sont pré-formatés par le logiciel. Ils ne sont ni en capitales, ni en gras.
- Le texte ne doit pas être écrit en capitales (les noms de famille non plus), ni en gras, ni en italique, ni en « petit »…
- Le gras n'est utilisé que pour surligner le titre de l'article dans l'introduction, une seule fois.
- L'italique est rarement utilisé : mots en langue étrangère, titres d'œuvres, noms de bateaux, etc.
- Les citations ne sont pas en italique mais en corps de texte normal. Elles sont entourées par des guillemets français : « et ».
- Les listes à puces sont à éviter, des paragraphes rédigés étant largement préférés. Les tableaux sont à réserver à la présentation de données structurées (résultats, etc.).
- Les appels de note de bas de page (petits chiffres en exposant, introduits par l'outil «  Source ») sont à placer entre la fin de phrase et le point final[comme ça].
- Les liens internes (vers d'autres articles de Wikipédia) sont à choisir avec parcimonie. Créez des liens vers des articles approfondissant le sujet. Les termes génériques sans rapport avec le sujet sont à éviter, ainsi que les répétitions de liens vers un même terme.
- Les liens externes sont à placer uniquement dans une section « Liens externes », à la fin de l'article. Ces liens sont à choisir avec parcimonie suivant les règles définies. Si un lien sert de source à l'article, son insertion dans le texte est à faire par les notes de bas de page.
- La présentation des références doit suivre les conventions bibliographiques. Il est recommandé d'utiliser les modèles {{Ouvrage}}, {{Chapitre}}, {{Article}}, {{Lien web}} et/ou {{Bibliographie}}. Le mode d'édition visuel peut mettre en forme automatiquement les références.
- Insérer une infobox (cadre d'informations à droite) n'est pas obligatoire pour parachever la mise en page.

Pour une aide détaillée, merci de consulter Aide:Wikification.
Si vous pensez que ces points ont été résolus, vous pouvez retirer ce bandeau et améliorer la mise en forme d'un autre article.
En Belgique, l'histoire de la police a été marquée par les différentes puissances étrangères ayant occupé le pays. Après l'indépendance, différentes réformes ont tenté de réorganiser et d'augmenter l'efficacité de la police belge.

## Avant l'indépendance de la Belgique
L’histoire de la police avant l’indépendance est étroitement liée aux trois grandes périodes de l'histoire de la Belgique qui précédent sont indépendance, à savoir : période autrichienne (1713-1794), la période française (1795-1815) et le Royaume uni des Pays-Bas (1815 à 1830). En effet, chaque régime a apporté son lot de réformes et de spécificités de ce qui deviendra en l’appareil policier en Belgique.

### Période autrichienne
La période autrichienne n’est pas la période de prédilection des chercheurs. En effet, il faut attendre le XXIe siècle pour que l’histoire de la police soit traitée. Catherine Denys entreprend, en collaboration avec Xavier Rousseaux, d’illustrer la police de Bruxelles en évoquant le cas du réformateur Ferdinand Rapédius de Berg, nommé haut responsable de la capitale des Pays-Bas autrichiens. Ensuite, elle continue de traiter le sujet sous le prisme des réformes que cet organe a subi. Parmi ces réformes, il y a celle de la police rurale dont l’objectif est de réorganiser la police rurale en instaurant un quadrillage territorial, réseau de circulation de l’information, postes fixes et patrouilles mobiles. La seconde réforme, très traitée, touche la police urbaine de Bruxelles et propose de moderniser le système policier bruxellois en une seule institution. Pour finir, en 1787, le gouvernement opte pour une réforme du système judiciaire et décide d'instaurer une police nationale civile. Cependant, celle-ci n’est opérationnelle qu’en 2002 lors des nouvelles réformes de la police.

### Période française
A propos de la période française, Catherine Denys est toujours considérée comme l’une des spécialistes du sujet puisque, dans plusieurs ouvrages, elle fait l’état des lieux des réformes et vécus à Bruxelles au moment de la Révolution française tel que celle de l’implantation française. L’une des grandes modifications est la mise en place d’un système policier très répressif face aux incivilités faites dans les nouveaux territoires annexés. En 2010, Emmanuel Berger s'approprie déjà l’histoire de la police et en traite les difficultés liées au changement de domination pour cet organe. Il aborde la rencontre entre le système policier belge, hérité de la période autrichienne, et le système judiciaire et policier français.

### Période néerlandaise
Pour finir, Jonas Campion aborde également l’histoire de la police au moment de la période du Royaume uni des Pays-Bas. Il indique dans ses propos que l’organe n’a pas subi de réformes dévastatrices. Au contraire, cet appareil centralisé connaît plutôt des améliorations et des approfondissements. Il y a des changements opérés pour la gendarmerie, appelée Maréchaussée. Les brigades sont mieux organisées et plus réglementées. Par exemple, elles doivent régulièrement remettre des rapports d’activités aux autorités provinciales. Un des travaux, assez précurseur sur le sujet, est celui de Jean Brose et de Maurice Destenay puisqu’il retrace l’histoire de la police liégeoise depuis le début de la période française en passant par celle des Pays-Bas. Ce travail offre un réel paysage de l’organe policier au prisme des révolutions et des changements dont il en a été le témoin.

## Après l'indépendance

### Les évènements de l'indépendance
En 1830, le maintien de l'ordre public est assuré par plusieurs entités. Outre la police, on trouve la maréchaussée royale (l'ancêtre de la gendarmerie belge), la schutterij (qui deviendra la garde civique) et les corps de pompiers armés, majoritairement dans les grandes villes. En plus de cela, les forces armées du Royaume uni des Pays-Bas pouvaient également intervenir en cas de besoin. Lors du début de la révolution belge, certaines de ces institutions se rallient au mouvement, comme les gendarmes de Mons qui forment un corps de volontaires afin de rallier Bruxelles lors des Journées de Septembre, mais on voit également des actes hostiles, comme l'incendie et le pillage de la maison du chef de la police de Bruxelles, Pierre De Knyff de Gontrœuil, lors des émeutes d'août 1830 à Bruxelles.
À cette époque, la sécurité est perçue comme quelque chose de collectif. L’objectif était d’organiser un système policier qui respecte, en vertu de la Constitution de 1831, les libertés établies. La jeune Belgique voudrait qu’il y ait un lien entre la justice et la police. Ce système devait assurer un avenir serein au nouveau royaume. En le protégeant de ses voisins, de ceux qui voudraient lui porter atteinte et de ceux qui sont présents sur le territoire de manière illégale (les vagabonds entre autres), etc. La Belgique est une nation pilarisée, ce système sécuritaire pour tout un chacun devait être une première forme d’unionisme entre les élites libérales et les élites catholiques de la jeune nation.

### La police durant les deux guerres mondiales
Lors des guerres mondiales, les institutions belges ont dû s’adapter et s’organiser avec le régime politique et les institutions de l’occupant. 

#### Première guerre mondiale
Lors de la première guerre mondiale, les allemands avaient mis en place la Flamenpolitiek. Ce régime avait pour objectif d’approfondir ce que l’on appelle le “clivage linguistique” qui séparait les néerlandophones des francophones. L’occupant voulait couper la Belgique en deux pour séparer les deux communautés. L’Allemagne a pris beaucoup de place dans les institutions belges entre 1914 et 1918. Surtout dans la partie de la Belgique occupée.
Une partie de la Belgique est restée “libre” cependant. Dans cette partie du pays, l’armée a pris la direction de la “juridiction ordinaire”. La manière de faire la justice s’est fort militarisée dans toute la Belgique, d’un côté par l’armée allemande et de l’autre par “les armées belge, anglaise et française”.

#### Seconde guerre mondiale
Lors de la seconde guerre mondiale, les allemands surveillent de près le système policier belge. La volonté allemande n’est pas de changer tout le système belge. Les allemands souhaitent progresser d’un point de vue militaire. Ils vont donc s’appuyer sur les institutions belges déjà existantes. Sur le papier, les institutions belges restent identiques à ce que le pays connaît d’avant la seconde guerre mondiale, du moins au départ. En 1942, les institutions résistent face à l’occupant. Cela crée la première crise. Cette crise est issue du fait que les secrétaires généraux ne souhaitent plus que leurs arrêtés-lois soient examinés par les juges de la légalité. L'occupant va, cependant, réussir à reprendre sa place. La décision prise étant la suivante : les arrêtés-lois qui ont force de loi doivent être votés par les secrétaires généraux au complet. C’est la seule condition pour que les arrêtés-lois ne soient plus examinés. Une autre crise a lieu également en 1942. Elle débouche sur la décision que les grandes agglomérations se retrouvent “instituées par une ordonnance allemande”.
En résumé, lors des deux guerres mondiales, les institutions belges se sont retrouvées sous le joug allemand. Durant la première guerre mondiale les allemands avaient pris le contrôle de la zone “non-libre” alors que durant la seconde guerre mondiale, ils ont plutôt essayé de se baser sur les institutions belges tout en ayant une influence certaine dessus.
Margo De Koster peut être considérée comme étant une spécialiste de l’histoire de la police en général, elle fait partie des éditeurs de l’ouvrage consulté en grande partie pour la rédaction des paragraphes ci-dessus. Concernant les historiens qui peuvent être considérés comme des références sur le sujet de la police en Belgique durant les guerres mondiales, il y a : Mélanie Bost, Stanislas Horvat, Kirsten Peters, Dimitri Roden et Lawrence Van Haecke. Ce sont les historiens qui ont écrit les deux articles consultés pour la rédaction de cette histoire de la police durant les deux guerres mondiales.

### La police contemporaine
Dans le monde francophone, l’histoire de la police est longtemps délaissée. D'une part, cet organe de la société est affublé au XXe siècle d’une mauvaise réputation dans les milieux universitaires français, durablement imprégnés des idées marxistes, et cela se répercute dans les autres pays francophones de manière générale. D'autre part des limitations empiriques sont également en jeu. Jonas Campion souligne ainsi la difficulté de manipuler les archives de police en Belgique. Ces archives sont effectivement toujours liées à des questions délicates comme la politique et même la sûreté de l’Etat. D’autres problèmes se posent aussi parfois en ce qui concerne le  manque de moyens des communes pour garantir de bonnes conditions d’accès et de l'inexistence, pendant longtemps, de ressources permettant de se faire une idée des données archivistiques existantes. Cela a changé depuis plusieurs décennies, laissant place à un véritable renouveau historiographique dans le monde de manière générale. La littérature scientifique ciblée sur la police contemporaine connaît un essor global dans les années 1970, avec la publication de la thèse de Westley sur le sujet des violences policières. 
En Belgique, le démarrage sur le tard des recherches dédiées à la police peut aussi être compris à travers l’intérêt grandissant, à partir des années 80, qui est porté par la société à l’égard de cette institution. Cette mise en lumière est caractérisée par les “guerres des polices” et les polémiques liées aux manquements de la police dans des affaires de l’époque telles que le drame du Heysel ou les Tueries du Brabant. L’ébranlement provoqué ensuite par l’affaire Dutroux dans les années 90 constitue le point de non-retour de ce phénomène de mise en avant, la police ne pouvant plus tenter d’empêcher quelconque analyse critique de son fonctionnement. L’intérêt académique pour la police belge croît donc en synchronicité avec les grandes transformations liées à l’histoire de cette institution, particulièrement des réformes. Celles-ci ont fait l’objet de plusieurs écrits et Jonas Campion, dans un livre qu’il a dédié au sujet, souligne à quel point la perspective historique est indissociable de l’analyse des réformes de la police.
Les recherches historiques contemporaines sur l’histoire de la police font intervenir les apports de la criminologie et de la sociologie, cela depuis plus d’une trentaine d’années. De nos jours, les sujets traités dans la littérature vis-à-vis de la police sont divers et évoluent en parallèle des enjeux que traverse l’institution, comme par exemple l’impact de la crise covid ou le terrorisme, mais il n’existe pas vraiment de tendances de recherches claires sur la police en Belgique.

#### La réforme des polices

Ancien logo de la police communale avant la réforme de 1998.

Durant les années 1980 et 1990, de nombreux dysfonctionnements dans l'appareil policier viendront mettre au premier plan la nécessité d'une réforme du système policier belge. Particulièrement, l’affaire Dutroux, qui a mis au jour des dysfonctionnements et un manque de communication entre plusieurs des administrations policières, a été le principal déclencheur de la réforme des services de police en Belgique.
Le 23 mai 1998, huit partis politiques ont conclu l’accord « Octopus », scellant la réforme des services de police. Cet accord a été traduit dans la loi du 7 décembre 1998, organisant un service de police intégré, structuré à deux niveaux. C’est à ce moment que fut donné le coup de départ de la réforme des services de police. 
Aux services de police classiques qu’étaient la gendarmerie, les polices communales et la police judiciaire près des parquets, s’est substituée une toute nouvelle organisation policière articulée autour de deux niveaux de police : le niveau fédéral et le niveau local.
Le but à atteindre est une police plus proche des citoyens et de ses attentes, travaillant de manière intégrée, c’est-à-dire complémentaire. Les liens entre les deux entités sont : le soutien mutuel, des détachements structurels, la mobilité du personnel, le recrutement et la formation.
Historiquement, la réforme a permis de rassembler en une même administration diverses entités chargées de l’ordre public, dont les principales étaient :
- la gendarmerie nationale belge, dépendant à la fois du ministre de l’intérieur du ministre de la justice et celui de La Défense Nationale ;
- les corps de police communale et de police rurale, dépendant des bourgmestres ;
- la police judiciaire près des parquets ;
- la police des chemins de fer opérant dans les gares et à bord des trains de la SNCB.

### Monographies
- Emmanuel Berger, L'acculturation des modèles policiers et judiciaires français en Belgique et aux Pays-Bas (1795-1815), Bruxelles, Archives générales du Royaume, 2010
- Jean Brose et Maurice Destenay, Histoire de la police liégeoise de 1795 à nos jours, Huy, 1970
- Jonas Campion, Des archives de la police en Belgique. Des méconnues de la recherche, Bruxelles, Archives Générales du Royaume, 2009
- Jonas Campion, Les archives des polices en Belgique : des méconnues de la recherche, Bruxelles, Archives générales du royaume, 2009
- Jonas Campion, Organiser, innover, agir : réformer et adapter les polices en Belgique (18e-21e siècles), Louvain-la-Neuve, Presses universitaires de Louvain, 2017
- Catherine Denys, La police de Bruxelles entre réformes et révolutions (1748-1814) : police urbaine et modernité, Turnhout, Brepols, 2013
- Jonas Campion et Margo De Koster, L’appareil policier en Belgique (1830-2010), Brugge, Die Keure, 2015, p. 385-410
- Luc Keunings, Des polices si tranquilles : une histoire de l’appareil policier belge au XIXe siècle, Louvain-la-Neuve, Presses universitaires de Louvain, coll. « Histoire, Justice, Sociétés », 2013 (présentation en ligne)

### Articles
- Jean-Marc Berlière, « Histoire de la police. Quelques réflexions sur l’historiographie française », Criminocorpus. Histoire de la police,‎ 1er janvier 2008 (lire en ligne, consulté le 27 octobre 2023)
- Jonas Campion, « Stabilité et crises du système policier belge (1830-2018) », Lien Social et Politiques, no 84,‎ 2020, p. 35-59
- Catherine Denys et Xavier Rosuseaux, « Améliorer ou réformer la police de Bruxelles à la fin du XVIIIe siècle : le mémoire de l’amman Rapédius de Berg de 1783 », Réformer la police : Les mémoires policiers en Europe au XVIIIe siècle, Rennes, Presses universitaires de Rennes,‎ 2009, p. 47-50
- Catherine Denys, « Réformer la police ou changer les policiers ? Trois exemples dans l’histoire des polices urbaines belges au 18e et début du 19e siècle », Organiser, innover, agir : réformer et adapter les polices en Belgique (18e-21e siècles), Louvain-la-Neuve, Presses universitaires de Louvain,‎ 2017, p. 37- 48
- (en) Yinthe Feys, Antoinette Verhage et Anse Stevens, « Framing belgian police research:an exploration of scoping reviews regarding police decision-making in terms of topics, methodology and literature characteristics-towards a research agenda », Policing: An International Journal, vol. 54, no n°2,‎ avril 2022, p. 365
- Vincent Milliot, « Mais que font les historiens de la police ? », Métiers de police: Etre policier en Europe, XVIIIe – XXe siècle,‎ 2000, p. 10
- Audrey Rosania, « La recherche sur la police, point sur les évolutions en histoire moderne », Revue internationale de Sociologie et de Sciences Sociales, vol. vol. 18, no n°1,‎ 2014, p. 9